# 여도비지
《여도비지》(輿圖備志)는 조선 후기에 김정호와 최성환(崔瑆煥)이 함께 편찬한 지지(地誌)이다.
《여도비지》는 20책으로 1책이 1권씩 20권으로 되어 있으며, 《동여도지》와 《대동지지》에 빠져 있는 평안도편이 수록되어 있다. 또한 〈청구도〉를 완성한 뒤에 보완해 온 《동여도지》의 보완 부분을 정서한 지지이기도 하다.

## 편찬 시기
《여도비지》의 편찬 시기는 1851년(철종 2년)부터 1856년(철종 7년) 사이이다. 이에 대한 근거로서 《여도비지》 제1책 경도 묘전(廟典)조에서 헌종을 종묘에 모신 기록(1851년)과 같은 책 궁묘조의 은언군묘와 전계대원군묘를 “주상 전하가 기유년에 세우다.”라는 기록(1849년), 지지에 순조의 묘호를 ‘순종’으로 표기한 일(1857년 이전), 순조릉의 인릉(仁陵) 천봉(遷奉) 기사(1856년) 등으로 알 수 있다.

## 편찬 체제
《여도비지》는 경도 및 팔도에 관한 지리지인데 최성환이 휘집(彙集)하고 김정호가 도편(圖編)하였다. 가로 18.6센티미터, 세로 30.7센티미터로서, 총 20책으로 구성되어 있는데, 5책이 결본으로 현재는 15책만 국립도서관에 필사본으로 소장되어 있다.
이 지지의 목차에서 권1은 경도와 동반 부서, 권2는 서반 부서와 한성부, 권3은 경기좌도, 권4는 경기우도, 권5는 충청좌도, 권6는 충청우도, 권7과 권8은 경상좌도, 권9와 권10은 경상우도, 권11은 전라좌도, 권12는 전라우도, 권13은 황해좌도, 권 14는 황해우도, 권15는 강원동도, 권16은 강원서도, 권17은 함경남도, 권18은 함경북도, 권19는 평안남도, 권20은 평안북도로 구성되어 있다. 이 가운데 권2, 권5, 권9, 권16, 권18의 5권은 전하지 않는다.
《여도비지》의 편목은 《동여도지》와 마찬가지로 먼저 각 도의 첫머리에 도세를 자세하고 일목요연하게 도표를 첨부하여 소개하고 있다. 다만 《동여도지》의 42개 문목보다 훨씬 적은 12개 문목 이고, 반대로 내용은 훨씬 풍부하며, 12개 문목이 모두 지도 제작에 필요하도록 작성되어 있다. 이러한 점은 《여도비지》가 〈동여도〉의 시방서로서 작성되었다는 근거로 보기도 한다.
각 주현의 편목은 건치 연혁 등 20여 개 항목으로 되어 있다. 그러나 도내의 호구, 전부, 강역, 극고, 방위, 양전, 도리 등을 도표로 처리하고 있으므로 《여도비지》의 편목은 《동여도지》의 편목과 큰 차이가 없다. 다만 지도 제작을 위한 시방서로서 좀 더 치밀하게 제작되었음을 알 수 있다.
《여도비지》에서는 《동국여지승람》과 마찬가지로 유사 항목을 통합하여 한 항목으로 묶었다. 건치 항목에는 연혁·읍호·관원·방면을, 산천 항목에는 산류·수류·도서·형승을, 식화 항목에는 토산·수리·재용·창고·장시를, 무비 항목에는 성지·고성·영아·진보·고수·전략을, 도리 항에는 역도·영로·진도·원점을, 사전 항목에는 단유·묘전·사원·서원 등을 통합 표기하고 있다. 그리고 인물·풍속 항목 등 지도 제작에 불필요한 항목은 생략하였다. 이는 이전에 여러 서적을 편찬한 경험이 있는 최성환의 영향 때문으로 보인다.

## 기타

### 극고표
《여도비지》는 〈동여도〉의 시방서로서 작성되었다. 그러므로 지도 제작에 필요한 사항을 담고 있고, 특히 전국 주요 지점, 즉 행정구역의 극고표를 수록하고 있다.
1713년(숙종 39년) 청나라 사신 하국주(何國柱) 일행이 한양에 와서 상한대의(象限大儀)를 써서 한성부 종가의 극고를 실측하여 북위 37도 39분 15초, 북경 순천부를 기준으로 한양이 편동 10도 30분이라는 실측치를 얻었다. 이를 근거로 정조가 1791년(정조 15년)에 감신(監臣) 김영(金泳)에게 명하여 한양의 북극 고도와 〈여지도〉의 경위선을 준거하여 8도 관찰사영의 극고 및 편동서도를 양정하여 극고표를 만들었다.
《여도비지》에는 정조 때 양정한 값인지 아니면 김정호가 실측한 값인지 알 수 없으나 전국 주요 지점의 극고를 기록한 극고표가 실려 있다. 함경도 25지점, 평안도 42지점, 황해도 23지점, 강원도 26지점, 경기도 38지점, 전라도 53지점, 경상도 71지점, 도합 278개 지점의 경위도가 표기되었다. 그밖에도 전국 주현의 강역표, 방위표, 도리표 등을 도표로 제시하였으며, 이러한 자료를 근거로 경위선식의 과학적인 〈동여도〉를 제작할 수 있었다.

### 《여도비지》와 〈동여도〉 및 〈대동여지도〉
〈동여도〉는 23규(糾)로 구성되어 있는 고지도 가운데 가장 세밀한 지도이며, 김정호의 작품으로 여겨진다(→동여도). 이때 《여도비지》는 〈동여도〉 및 〈대동여지도〉와 많은 연관성을 가지는데, 첫째 〈동여도〉와 〈대동여지도〉에 표기되어 있는 방면 등의 기재 내용이 《여도비지》에 수록된 내용과 일치하며, 둘째 《여도비지》 권1 동반부서 관상감조에 실린 팔도 순여의 북극고를 정한 내용과 〈동여도〉 13규 여백란에 표기되어 있는 북극고 산정 내용이 똑같으며, 셋째 〈대동여지도〉 2규 여백란에 수록되어 있는 팔도의 주현수 및 대소영수 등이 《여도비지》 각 도의 도세를 총괄적으로 설명하기 위하여 작성된 각종 통계표와 일치한다.

## 같이 보기
- 동여도지
- 대동지지
- 동여도